# Кенестобе
Кенестобе́ (каз. Кеңестөбе) — село в Байдибекском районе Туркестанской области Казахстана. Входит в состав Коктерекского сельского округа. Находится на реке Сасыкозен примерно в 18 км к востоку от районного центра, села Шаян. Код КАТО — 513655300.

## Население
В 1999 году население села составляло 1765 человек (901 мужчина и 864 женщины). По данным переписи 2009 года, в селе проживало 1777 человек (924 мужчины и 853 женщины).